# Esther Guerrero
Esther Guerrero Puigdevall (née le 7 février 1990 à Banyoles) est une athlète espagnole, spécialiste des courses de demi-fond.

## Biographie
Elle participe aux Jeux olympiques d'été de 2016 sur 800 m.
Elle atteint par deux fois la finale des championnats d'Europe en salle sur 800 m, terminant 6e en 2017 et 2019.
Lors des championnats d'Espagne 2020, l'athlète de Banyoles réussit l'exploit historique de réaliser le doublé 800 m - 1 500 m à moins de neuf minutes d'intervalle. Elle remporte la plus courte des distances en 2 min 06 s 23, puis s'impose sur la plus longue en 4 min 23 s 47.
Le 25 septembre 2020, lors de la Ligue de diamant à Doha, elle termine deuxième du 800 m après avoir mené la course pendant 700 mètres, en passant pour la première fois de sa carrière sous les 2 minutes, en 1 min 59 s 22.
Sa saison 2020 sera marquée par de nombreux records personnels, sur 800 m, 1000 m, 1 500 m et 2 000 m avec un nouveau record d'Espagne.

## Palmarès
| Date | Compétition                       | Lieu        | Résultat | Épreuve   | Temps         |
| ---- | --------------------------------- | ----------- | -------- | --------- | ------------- |
| 2015 | Championnats d'Europe par équipes | Tcheboksary | 6e       | 800 m     | 2 min 02 s 99 |
| 2017 | Championnats d'Europe en salle    | Belgrade    | 6e       | 800 m     | 2 min 03 s 09 |
| 2017 | Championnats d'Europe par équipes | Lille       | 3e       | 800 m     | 2 min 03 s 70 |
| 2018 | Jeux méditerranéens               | Tarragone   | 4e       | 800 m     | 2 min 03 s 35 |
| 2018 | Championnats d'Europe             | Berlin      | 9e       | 1 500 m   | 4 min 09 s 88 |
| 2018 | Championnats ibéro-américains     | Trujillo    | 1re      | 800 m     | 2 min 04 s 55 |
| 2018 | Championnats ibéro-américains     | Trujillo    | 3e       | 4 x 400 m | 3 min 38 s 32 |
| 2019 | Championnats d'Europe en salle    | Glasgow     | 6e       | 800 m     | 2 min 04 s 07 |
| 2019 | Championnats d'Europe par équipes | Bydgoszcz   | 7e       | 800 m     | 2 min 02 s 47 |
| 2021 | Championnats d'Europe en salle    | Toruń       | 5e       | 1 500 m   | 4 min 20 s 45 |
| 2024 | Championnats d'Europe             | Rome        | 4e       | 1 500 m   | 4 min 06 s 03 |

## Records
| Épreuve | Épreuve   | Temps              | Lieu      | Date              |
| ------- | --------- | ------------------ | --------- | ----------------- |
| 800 m   | Plein air | 1 min 59 s 22      | Doha      | 25 septembre 2020 |
| 800 m   | En salle  | 2 min 01 s 13      | Madrid    | 24 février 2021   |
| 1000 m  | Plein air | 2 min 35 s 64      | Bruxelles | 4 septembre 2020  |
| 1000 m  | En salle  | 2 min 37 s 57 (NR) | Antequera | 13 janvier 2024   |
| 1500 m  | Plein air | 3 min 59 s 74      | Paris     | 7 juillet 2024    |
| 1500 m  | En salle  | 4 min 04 s 86      | Istanbul  | 4 mars 2023       |
| 2000 m  | Plein air | 5 min 41 s 30      | Olot      | 21 juillet 2020   |